# すえぴー
すえぴー（本名：末次 優一、1991年12月23日 - ）は、福岡のラジオ局・LOVE FMの番組「music x serendipity」を担当していた元名物AD。
カメラマンや動画編集も行う。
毎週木曜の6時40分頃から限定オープンする「音楽居酒屋 一曲入魂」のコーナー内では"すー大将"として出演もしていた。
(※2024年6月10日の放送をもって閉店)

## 経歴
1991年に北九州で生まれる。大学生時代を東京で過ごし、現在は福岡在住。
2012年に東京に上京。日本大学文理学部社会学科に入学。
2016年に卒業し、4月より一般企業に就職。
精神疾患で体調を崩し退職。
2017年12月よりLOVE FMの番組「music x serendipity」のアシスタントディレクターを担当。
2023年1月に双極性障害を再発。数ヶ月の休養の後、復職するも再び体調を崩す。
2024年5月、再び双極性障害を再発し、退職。。
入院も経験して以降、現在まで病気療養中。
闘病日記を綴ったブログを毎日更新中。(https://yu-suep28960.com/)

## 人物
身長186cmの恵まれた体格をもった野球経験者であり、東京ヤクルトスワローズをこよなく愛する。犬と家電、食、日本酒、旅行を愛するマスコットキャラ的存在だが、このWikipediaも「今日中に作りなさい」とリスナーに要求し、作らせるほどの少々横暴な一面もある。妹がいる。実家の犬の名前はルーク。
- 酔ったその日、公園で寝てしまったことがある。
- 荷物をバーに置き忘れて慌てたことがある。
- 酔うと深海魚トークをする。[2]
- NakamuraEmiさんがゲストだと通常より2時間早く出勤するのが常である。
- miwaさんがゲストだと３時間早く出社するのも常である。 [3]

双極性障害という精神疾患を16歳の頃から発症しており、たびたび再発している。

## 過去の担当番組
- music x serendipity (毎週月曜～金曜 15:00 - 19:00)
- 音楽居酒屋 一曲入魂[4] (毎週木曜 18:40 - 18:55、毎月第2月曜 21:00 - 21:30)